# Mauricio Isla
Mauricio Aníbal Isla Isla (* 12. června 1988, Buín, Chile) je chilský fotbalový obránce/záložník a reprezentant, od roku 2017 působí v klubu Fenerbahçe SK.

## Klubová kariéra
- CD Universidad Católica (mládež)
- Udinese Calcio 2007–2012
- Juventus FC 2012–2016
- →  Queens Park Rangers FC (hostování) 2014–2015
- →  Olympique de Marseille (hostování) 2015–2016
- Cagliari Calcio 2016–2017
- Fenerbahçe SK 2017–

## Reprezentační kariéra
Isla odehrál 16 zápasů za chilskou reprezentaci do 20 let.
V A-týmu Chile debutoval 7. 9. 2007 v přátelském zápase proti reprezentaci Švýcarska (prohra 1:2). Celkově za chilský národní výběr odehrál 79 zápasů a vstřelil v něm 3 branky (k 1. 9. 2016). Zúčastnil se MS 2010 v Jihoafrické republice, CA 2011 v Argentině, MS 2014 v Brazílii, CA 2015 v Chile a CA 2016 v USA.